# Ivo Josipović
Ivo Josipović (chorvatská výslovnost: [ˈiːʋɔ jɔˈsiːpoʋitɕ]IPA; * 28. srpna 1957 Záhřeb) je chorvatský vysokoškolský pedagog, právník, hudební skladatel a bývalý chorvatský prezident.

## Život
Josipović se narodil v Záhřebu, kde absolvoval základní a střední školu. V roce 1976 nastoupil na právnickou fakultu Záhřebské univerzity, kterou ukončil v roce 1980. Během studia získal dvakrát cenu rektora. V roce 1982 složil advokátní zkoušky. V roce 1985 získal titul magistra trestních věd na záhřebských právech a v roce 1994 obhájil doktorskou dizertační práci se zaměřením na trestní právo procesní. Své právní dovednosti rozšiřoval stážemi a krátkodobými studijními pobyty (Max-Planck Institut ve Freiburgu, Yale University v USA aj.).
Po střední škole prohluboval Josipović také své hudební vzdělání na Hudební akademii v Záhřebu, kterou dokončil v roce 1983 pod vedením Stanko Horvata. Jeho skladatelská činnost byla oceněna v Chorvatsku i v zahraničí. Celkově je autorem 45 kompozic.
Po promoci na právnické fakultě pracoval jako asistent a poté jako odborný asistent trestní větve Župního soudu v Záhřebu. Mimo to působí také s přestávkami na katedře trestního práva procesního právnické fakulty Záhřebské univerzity: v letech 1985-1986 jako asistent, v letech 1996 až 2000 jako odborný asistent, v letech 2001 až 2003 jako vedoucí katedry a od roku 2004 jako profesor. Josipović byl vedoucím více než padesáti diplomových prací, několika magisterských prací a jedné doktorské práce. Mezinárodní trestní soudnictví od roku 1997 přednáší na diplomatické akademii chorvatského ministerstva zahraničních věcí a od roku 2002 také na vojenské akademii chorvatské armády. Od roku 2003 je vedoucím institutu trestního práva, kriminologie a viktimologie.
Josipović byl zástupcem Chorvatska při Mezinárodním soudním dvoru i před Mezinárodním trestním tribunálem pro bývalou Jugoslávii.

## Politická činnost
Politická kariéra Josipoviće začala v roce 1980 v řadách Svazu komunistů Chorvatska (SKH), aktivně se poté podílel na transformaci strany do sociální demokracie. V roce 1994 dočasně ukončil politickou kariéru, aby se mohl věnovat právu a hudbě. V roce 2003 se vrátil do politiky. Od 22. prosince 2003 je členem chorvatského parlamentu, na pozvání Ivici Račana se stal nezávislým členem klubu sociální demokracie v chorvatském parlamentu. Působil ve výborech se zaměřením na právní témata.
V červenci 2009 Josipović zvítězil ve stranických primárkách (nad Ljubo Jurčićem) a stal se kandidátem SDP do prezidentských voleb. Ve volebních průzkumech se řadil k favoritům voleb.

### Prezidentské volby 2010
V prvním kole prezidentských voleb 27. prosince 2009 získal Josipović 32,42 % hlasů a postoupil spolu s Milanem Bandićem (14,83 %) do druhého kola. Ve druhém kole voleb 10. ledna 2010 získal Josipović 60,26 % hlasů, a tak se 18. února 2010 složením slibu stal dalším prezidentem Republiky Chorvatsko.
Ve čtvrtek 18. února 2010 – deset let po inauguraci Stipe Mesiće – složil na Markově náměstí v Záhřebu Ivo Josipović do rukou předsedkyně Ústavního soudu slib, který stanovuje chorvatská ústava, a stal se tak dalším prezidentem Republiky Chorvatsko. Josipovićova inaugurace byla v chorvatských dějinách v pořadí již pátá, avšak první, při níž došlo k předání úřadu mezi dvěma prezidenty. Inaugurace se zúčastnili představitelé ústavních institucí (Saboru, vlády, Ústavního soudu) a deset hlav států – Albánie, Bulharska, Bosny a Hercegoviny, Černé Hory, Kosova, Maďarska, Makedonie, Polska, Slovenska a Slovinska. Za USA se zúčastnil náměstek ministryně zahraničí Jacob Law a za Čínu ministr kultury Cai Wu, Českou republiku měla zastupovat místopředsedkyně Senátu Alena Gajdůšková, která ale na ceremoniál kvůli zpoždění letadla nedorazila. Ceremoniálu se ale nezúčastnil kvůli přítomnosti zástupců Kosova žádný z ústavních představitelů Republiky Srbsko. Zástupce Evropské unie komisař Štefan Füle se přímo inaugurace nezúčastnil, ačkoliv tak bylo předem avizováno.
Při příležitosti návštěvy Bosny dne 14. dubna 2010 se v bosenském parlamentu omluvil za roli jeho země za války v Bosně a Herzegovině z let 1992–1995 a prohlásil připravenost Chorvatska podpořit vstup Bosny do EU i NATO.

### Prezidentské volby 2015
V prezidentských volbách, které se konaly na přelomu roků 2014 a 2015, těsně prohrál se svou protikandidátkou Kolindou Grabarovou Kitarovićovou z pravicového Chorvatského demokratického společenství (HDZ). V prvním kole zvítězil ziskem 38,46 procent hlasů (Grabarová Kitarovićová získala 37,22 procent). Ve druhém kole, které se konalo 11. ledna 2015, však obdržel 49,6 procent hlasů, zatímco jeho nástupkyně 50,4 procent.